# Otto Boll (Künstler)
Otto Boll (* 1952 in Issum) ist ein deutscher Bildhauer.

## Leben und Werk
Otto Boll studierte von 1975 bis 1980 an der Abteilung für Kunsterzieher Münster der Kunstakademie Düsseldorf bei dem abstrakt arbeitenden Ernst Hermanns. Er arbeitet als freischaffender Künstler und stellt seine filigranen, in der Stille des Raumes schwebenden Skulpturen aus geschwärztem Metall weltweit aus. Er lebt und arbeitet am Niederrhein.
Werke von Otto Boll befinden sich in namhaften privaten und öffentlichen Sammlungen, darunter die Sammlung Deutsche Bank, die Sammlung der Bundesrepublik Deutschland, die Kunsthalle Recklinghausen und viele andere.
Otto Boll ist ein Künstler, der von einer explizit minimalistischen Auffassung ausgeht. Seine Werke sind stark reduzierte Formen aus Stahl, die im Raum schweben, ihn fast durchschneiden. An kaum sichtbaren Nylonfäden aufgehängt, scheinen diese Skulpturen – in die Luft gezeichnete Linien – zu schweben und die Fläche und den Raum über sich zu bewohnen. Er verwendet 3 mm dicke Stahlstreifen, deren Spitze er so lange schärft, bis sie so dünn ist, dass ihre äußere Begrenzung verschwindet. Auf diese Weise ist der Künstler in der Lage, visuelle Aussagen zu treffen, die sich an der Grenze bewegen: Die Arbeiten oszillieren zwischen An- und Abwesenheit, Gesehenem und Ungesehenem und suggerieren sowohl Materialität als auch Leere. Auf diese Weise gelingt es dem Künstler, die Vorstellung des Betrachters von Solidität zu irritieren.

## Auszeichnungen
- 1980: Caspar-von-Zumbusch-Preis
- 1981–1982: Karl Schmidt-Rottluff-Stipendium
- 1981: Förderpreis des Kulturkreises im Bundesverband der Deutschen Industrie (BDI),  Förderpreis der Jürgen Ponto-Stiftung zur Förderung junger Künstler und Kunstpreis 'junger westen' der Stadt Recklinghausen
- 1990: Piepenbrock-Förderpreis für Bildhauerei

## Ausstellungen (Auswahl)
- 1984: Ausstellung der Stipendiaten der Karl Schmidt-Rotluff-Förderungsstiftung, Brücke-Museum Berlin
- 1995: Schweben – Antigrav in der Plastik, Skulpturen Museum Marl
- 1996: Unterwegs, Städtisches Museum Recklinghausen
- 1998: Goethe-Institut, Houston
- 2007: Back and Forth 01, Villa Grisebach, Berlin
- 2009: Linien stiller Schönheit, Museum DKM, Duisburg / In-Finitum, Palazzo Fortuny, Venedig
- 2011: Schönewald Fine Arts, Düsseldorf / TRA, Palazzo Fortuny, Venedig
- 2012: Axel Vervoordt Gallery, Antwerpen
- 2014: Konzept-Form-Raum, Schönewald Fine Arts, Düsseldorf
- 2015: Allez les Boules, Kunsthalle Recklinghausen / Proportio, Palazzo Fortuny, Venedig / Clear Form, Galerie Forsblom, Helsinki
- 2015–2016: In Space – Arbeiten von Otto Boll, Galerie Dierking, Zürich
- 2017: Sculptures, Galerie Forsblom, Helsinki / Otto Boll, Axel Vervoordt Gallery, Hong Kong / Ernst Hermanns und sechs Preisträger aus siebzig Jahren. 70 Jahre junger westen, Museum DKM, Duisburg
- 2018: PER KESSELMAR – paintings / OTTO BOLL – sculptures, Dierking, Zürich
- 2019: Otto Boll – Skulpturenpark Waldfrieden, Cragg Foundation Wuppertal
- 2021: Widening the Language, Axel Vervoordt Galerie, Antwerpen / OTTO BOLL – FOUND OBJECTS – VIEWING TOOLS, Dierking, Zürich
- 2023: Otto Boll – Space Walk, Axel Vervoordt Gallery, Hong Kong